# The Liverbirds
The Liverbirds est un groupe britannique de beat, originaire de Liverpool.
Les quatre membres du groupe sont Pamela Birch, Valerie Gell (chant et guitare), Mary McGlory (chant, basse) et Sylvia Saunders (batterie). Elles sont l'un des rares groupes féminins de la scène Merseybeat et l'un des premiers groupes de rock à ne compter que des membres féminins. Le nom du groupe vient du Liver bird symbole emblématique de Liverpool qui trône au sommet du Royal Liver Building.

## Historique
Gell et Saunders fondent le groupe début 1962 sous le nom de The Debutones avec Irene Green et Sheila McGlory. Green et McGlory quittent toutefois très tôt le groupe et sont remplacées par Mary McGlory — la sœur de Sheila McGlory — et Pamela Birch.
Les Liverbirds ont plus de succès commerciaux en Allemagne que dans leur pays d'origine. Au début de sa carrière, elles suivent les traces de collègues tels que The Beatles et Rory Storm and The Hurricanes. Les quatre femmes viennent en mai 1964 au Star-Club à Hambourg, où elles gagnent le nom de « Beatles féminins ». Cependant, après les avoir vues à un concert au Cavern Club en 1963, John Lennon les méprise : « Qu'est-ce que ça, des filles avec des guitares ? Ça ne marchera jamais, les filles ne savent pas jouer de la guitare. » Elles deviennent une attraction et sortent deux albums et quelques singles. L'un de ces singles, une reprise de Diddley Daddy de Bo Diddley, est 5e du classement allemand. Valérie Gell quitte le groupe pour prendre soin de son compagnon lorsque celui-ci devient paraplégique à la suite d'un accident de voiture. Sylvia Saunders tombe enceinte et quitte à son tour. Mary et Pam recrutent des musiciennes de remplacement pour une tournée au Japon qui sera leur dernière. En 1968, le groupe se sépare.
Certaines membres du groupe s'installent de manière permanente en Allemagne. Mary McGlory dirige la société JA/NEIN Musikverlag GmbH basée à Hambourg. Elle est mariée jusqu'à sa mort en 2017 avec un ancien collègue du Star-Club, Frank Dostal, chanteur de beat puis producteur.
Elles donnent un concert de retrouvailles en 1995 et quelques autres de 1998 à 2000.
Pamela Birch reste aussi en Allemagne. Elle décède le 27 octobre 2009 à l'âge de 65 ans à la clinique universitaire de Hambourg-Eppendorf.
Valerie Gell meurt le 11 décembre 2016 à l'âge de 71 ans.
En 2019, le spectacle Girls Don't Play Guitar, comédie musicale dédiée aux Liverbirds est joué à Liverpool. Sylvia Saunders et Mary McGlory remontent alors sur scène occasionnellement, accompagnée par Molly-Grace Cutler et Lisa Wright
En 2024, McGlory et Sylivia Saunders continuent à raviver le souvenir du groupe. D'abord via la biographie du groupe intitulée The Other Fab Four: The Remarkable True Story of the Liverbirds, Britain’s First Female Rock Band. Ensuite, l'ancienne section rythmique associée aux guitaristes Molly-Grace Cutler et Lisa Wright a enregitré l'équivalent d'un album à hambourg avec de nouveaux enregistrements comme Love Love Love, Didley Daddy et Shop Around qui sont graduellement diffusés en ligne. Le 27 septembre 2024 sort la compilation Anthology regroupant tous les enregistrements des années 1960 du quatuor d'origine.

## Source de la traduction
- (de) Cet article est partiellement ou en totalité issu de l’article de Wikipédia en allemand intitulé « The Liverbirds » (voir la liste des auteurs).